# Hüseyin Göçek
Hüseyin Göçek (Istanbul, 30 novembre 1976) è un arbitro di calcio turco.

## Carriera
Dirige la sua prima partita in massima serie nell'agosto del 2004.  Dopo quattro anni, il 1º gennaio 2008, riceve la nomina FIFA.
Nel febbraio 2009 fa il suo esordio in una partita tra nazionali maggiori,  dirigendo un'amichevole tra Estonia e Kazakistan, disputatasi in Turchia.
Dopo alcune designazioni per turni preliminari di Europa League, nel settembre 2011 fa il suo esordio nella fase a gironi di tale competizione, dirigendo un match della prima giornata, tra Rennes e Atlético Madrid.
Nel giugno 2012 in qualità di arbitro di porta prende parte agli Europei in Ucraina e Polonia, nella squadra arbitrale diretta dal connazionale Cüneyt Çakır. La designazione più importante è quella per la semifinale tra Portogallo e Spagna.
Allo stesso modo quattro anni dopo, è inserito nella squadra arbitrale di Cüneyt Çakır in vista degli Europei in Francia, in qualità di primo addizionale.